# PhysX
 (mars 2013).
PhysX est un moteur physique en temps réel propriétaire. Annoncé en 2005,, et créé par la société AGEIA, il est racheté en Février 2008 par Nvidia.
Le terme PhysX peut aussi faire référence aux Cartes d'extension PPU créées par AGEIA pour accélérer matériellement les jeux vidéo compatibles avec PhysX.
Les jeux vidéo supportant l'accélération matérielle avec PhysX peuvent être accélérés soit par un PPU Physx ou un Processeur graphique supportant CUDA (possédant au minimum 32 cœurs et 256Mo de mémoire graphique dédiée), déchargeant ainsi le processeur des calculs physiques, ce qui lui permet d'effectuer d'autres tâches à la place.
Les moteurs physiques middleware évitent aux développeurs de jeux vidéo d'avoir à écrire leur propre code pour implémenter la physique dans leurs jeux. PhysX est utilisé dans de nombreux jeux récents.
PhysX et son kit de développement sont disponibles sur Microsoft Windows, OS X, Linux, PlayStation 2, PlayStation 3, PlayStation 4, Xbox 360, Xbox One, Wii, Wii U, Android et Apple iOS,. Le kit de développement est utilisable gratuitement pour les usages commerciaux et non commerciaux sur Microsoft Windows, OS X, Linux, Android et Apple iOS. À la GDC 2015, Nvidia a rendu le code source de PhysX disponible sur GitHub, mais il est nécessaire de s'inscrire sur developer.nvidia.com pour pouvoir l'obtenir.
Il est intégré dans plusieurs moteurs de jeu dont l'Unreal Engine ou Unity.
En 2025, la prise en charge du PhysX en version 32 bits a été abandonnée sur les séries 5000, le traitement des effets PhysX est délégué au CPU entraînant parfois une baisse notable des performances sur d'anciens jeux utilisant PhysX.

## Historique

### PPU (Physic processing unit)
À la manière des cartes 3D du milieu des années 1990, la physics a d’abord été conçue comme une carte additionnelle, la PPU.
Le PPU désigne une carte physique. La carte PhysX possède 125 millions de transistors et une mémoire GDDR3. Cette carte se branche sur un port PCI et se décline en deux versions : une de 128 Mio de GDDR3 et l’autre de 256 Mio.
Ces cartes ne se sont jamais bien vendues car leur prix était relativement élevé (environ 250 euros à leur sortie) et leurs avantages jamais réellement prouvés, vu que peu de logiciels l'ont exploité jusque-là.
En 2009 Nvidia tente de bloquer l'utilisation des cartes physx dédiées de manière logicielle, mais un patch existe et permet finalement de faire tourner Batman AA et autres, sur un PC équipé d'une carte ATI et une carte AGEIA physx, et ainsi constater que cette dernière pourrait encore amplement suffire pour les jeux, pas forcément en réglages élevés, mais permet tout de même de profiter de la physique.[réf. nécessaire]

### Intégration au sein des GPU nvidia
L’intégration du PhysX dans les Geforce 8 et suivantes a pratiquement enterré la carte PPU, Nvidia rendant son utilisation très compliquée.
Il s’ensuit le perpétuel affrontement entre Nvidia et ATI. Nvidia mise sur le PhysX alors qu'ATI croit plus en DirectX 10.1 et plus tard en DirectX 11.

### Suppression du support 32-Bits
Depuis le lancement de la série RTX 50 (Blackwell) de Nvidia en 2025, le support du PhysX en version 32 bits sur la série 5000 n’est plus assuré.
Le traitement de PhysX est actuellement effectué par le CPU pour les jeux anciens qui reposaient sur l’accélération GPU pour leurs effets physiques (par exemple, certains titres de la série Batman Arkham, Mirror’s Edge ou Borderlands 2). Cette évolution a suscité l’ire de joueurs et de la presse, qui constatent une baisse significative de l’impact visuel et des performances dans les titres concernés. Les résultats varient selon les configurations et les optimisations propres à chaque jeu, et ce changement s’inscrit dans une tendance plus large vers une architecture exclusivement 64 bits.

## Points technologiques et commerciaux
L’arrivée des processeurs multi cœurs (6 cœurs physiques pour les processeurs Intel i7 en socket 2011) pourrait cependant laisser cette technologie anecdotique. Ces processeurs peuvent maintenant à eux seuls véritablement gérer la physique complexe contrairement aux précédents processeurs mono-core (cœur).
Là encore, tout dépendra des pressions faites par AMD et Nvidia sur les studios de développement mais aussi d’acteurs comme Microsoft, avec DirectX 11, ou Intel qui pourraient trouver un intérêt dans ce domaine.
Pour le moment[Quand ?], le PhysX connaît une rude concurrence face au moteur Havok (qui a servi sur Half Life 2 notamment ou Deus Ex Invisible War). En effet, le Havok a fait ses preuves sans pour autant nécessiter d’investissement supplémentaires pour les consommateurs.
De plus, malgré la liste de jeux publiés par Nvidia, rares sont ceux à réellement utiliser le PhysX. La plupart ont donc simplement un accord des studios de développement pour patcher leurs jeux pour cette technologie. Cependant, le choix des jeux bénéficiant de ces patchs reste à la seule discrétion de ces studios.
Beaucoup de consommateurs ont donc peur de revoir des promesses alléchantes mais non tenues comme cela existe habituellement dans ce domaine.[réf. souhaitée]
PhysX a fusionné avec EUPHORIA et promet pas mal de nouveautés pour l’avenir du jeu, que ce soit sur le plan de l'animation, de la gestion des matières et de tout ce qui touche de près ou de loin à la physique.[réf. nécessaire]

## Logiciels utilisant PhysX

### Jeux compatibles
- Alice Retour au Pays de la Folie (PC)
- APB Reloaded (PC)
- Auto Assault (PC)
- Bet on Soldier: Blackout Saigon (PC)
- Bet on Soldier: Blood of Sahara (PC)
- Bet on Soldier: Blood Sport (Patch) (PC)
- Batman: Arkham Asylum (PC)
- Batman: Arkham City (PC)
- Batman: Arkham Origins (PC)
- Beowulf (PS3 et 360)
- Bladestorm: The Hundred Years’ War (PS3 et 360)
- Borderlands 2 (PC, PS3 et 360)
- CellFactor: Revolution (PC)
- City of Villains (PC)
- Clive Barker's Jericho (PC, PS3 et 360)
- Cryostasis Sleep of Reason (PC)
- Dark Physics (PC)
- Fallen Earth (PC)
- Gears Of War (360)
- Infernal (PC)
- Legend Of Grimrock (PC)
- Mafia II (PC)
- Mirror’s edge (Version PC uniquement)
- Monster Madness: Battle For Suburbia (360)
- Mobile Suit Gundam: Crossfire (PS3)
- Metro Last Light (pc)
- Metro 2033 (PC)
- Metro Redux (pc)
- Medal Of Honor: Airborne (PS3 et 360)
- Red Steel (Wii)
- Mass Effect 3
- Planetside 2 (PC)
- Postal 3 (PC)
- Quantum Conundrum (PC, PS3 et 360)
- RoboBlitz (360)
- Sacred 2 (PC)
- Stoked Rider: Alaska Alien (PC)
- Switchball (PC et 360)
- Tom Clancy’s Ghost Recon Advanced Warfighter (PC et 360)
- Tom Clancy’s Ghost Recon Advanced Warfighter 2 (single player mode) (360)
- Tom Clancy’s Ghost Recon Advanced Warfighter 2 (PC)
- Tom Clancy’s Rainbow Six Vegas (PS3 et 360)
- Tom Clancy’s Splinter Cell: Double Agent (pc)
- Tom Clancy’s Splinter Cell: Double Agent (multiplayer mode) (360)
- Trine (PC, PS3 et 360)
- Unreal Tournament 3 (AGEIA Extreme Mods) (PC)
- Unreal Tournament 3 (PS3 et 360)
- Warmonger Operation: Downtown Destruction (PC)
- Dark sector
- et d’autres[15].

### PhysX dans d'autres logiciels que les jeux
- Active Worlds
- Autodesk 3ds Max, Autodesk Maya
- Microsoft Robotics Developer Studio